# Skate Canada International de 1996
O Skate Canada International de 1996 foi a vigésima terceira edição do Skate Canada International, um evento anual de patinação artística no gelo organizado pelo Skate Canada, e que fez parte do Champions Series de 1996–97. A competição foi disputada entre os dias 7 de novembro e 10 de novembro, na cidade de Kitchener, Ontário, Canadá.

## Eventos
- Individual masculino
- Individual feminino
- Duplas
- Dança no gelo

## Medalhistas
| Evento                        | Ouro                                      | Prata                                       | Bronze                                           |
| Individual masculino detalhes | Elvis Stojko · Canadá                     | Ilia Kulik · Rússia                         | Scott Davis · Estados Unidos                     |
| Individual feminino detalhes  | Irina Slutskaya · Rússia                  | Tara Lipinski · Estados Unidos              | Lucinda Ruh · Suíça                              |
| Duplas detalhes               | Mandy Wötzel · Ingo Steuer · Alemanha     | Marina Eltsova · Andrei Bushkov · Rússia    | Kyoko Ina · Jason Dungjen · Estados Unidos       |
| Dança no gelo detalhes        | Shae-Lynn Bourne · Victor Kraatz · Canadá | Marina Anissina · Gwendal Peizerat · França | Barbara Fusar-Poli · Maurizio Margaglio · Itália |

## Resultados

### Individual masculino
| Pos.              | Nome                | Nacionalidade  | Pontos | PC | PL |
| ----------------- | ------------------- | -------------- | ------ | -- | -- |
| Medalha de ouro   | Elvis Stojko        | Canadá         | 1.5    | 1  | 1  |
| Medalha de prata  | Ilia Kulik          | Rússia         | 3.0    | 2  | 2  |
| Medalha de bronze | Scott Davis         | Estados Unidos | 5.0    | 4  | 3  |
| 4                 | Steven Cousins      | Reino Unido    | 7.0    | 6  | 4  |
| 5                 | Dimitri Dmitrenko   | Ucrânia        | 7.5    | 5  | 5  |
| 6                 | Michael Weiss       | Estados Unidos | 7.5    | 3  | 6  |
| 7                 | Thierry Cerez       | França         | 12.0   | 10 | 7  |
| 8                 | Andrei Vlachtchenko | Alemanha       | 12.0   | 8  | 8  |
| 9                 | Takeshi Honda       | Japão          | 12.5   | 7  | 9  |
| 10                | Cornel Gheorghe     | Romênia        | 14.5   | 9  | 10 |
| 11                | Jayson Dénommée     | Canadá         | 16.5   | 11 | 11 |
| 12                | Fabrizio Garattoni  | Itália         | 18.0   | 12 | 12 |

### Individual feminino
| Pos.              | Nome               | Nacionalidade  | Pontos | PC | PL |
| ----------------- | ------------------ | -------------- | ------ | -- | -- |
| Medalha de ouro   | Irina Slutskaya    | Rússia         | 1.5    | 1  | 1  |
| Medalha de prata  | Tara Lipinski      | Estados Unidos | 3.5    | 3  | 2  |
| Medalha de bronze | Lucinda Ruh        | Suíça          | 5.0    | 4  | 3  |
| 4                 | Julia Vorobieva    | Azerbaijão     | 7.0    | 2  | 6  |
| 5                 | Jennifer Robinson  | Canadá         | 7.5    | 5  | 5  |
| 6                 | Susan Humphreys    | Canadá         | 8.5    | 9  | 4  |
| 7                 | Silvia Fontana     | Itália         | 11.0   | 8  | 7  |
| 8                 | Astrid Hochstetter | Alemanha       | 11.5   | 7  | 8  |
| 9                 | Elena Liashenko    | Ucrânia        | 12.0   | 6  | 9  |

### Duplas
| Pos.              | Nome                                      | Nacionalidade  | Pontos | PC | PL |
| ----------------- | ----------------------------------------- | -------------- | ------ | -- | -- |
| Medalha de ouro   | Mandy Wötzel / Ingo Steuer                | Alemanha       | 2.5    | 3  | 1  |
| Medalha de prata  | Marina Eltsova / Andrei Bushkov           | Rússia         | 2.5    | 1  | 2  |
| Medalha de bronze | Kyoko Ina / Jason Dungjen                 | Estados Unidos | 4.0    | 2  | 3  |
| 4                 | Kristy Sargeant / Kris Wirtz              | Canadá         | 6.0    | 4  | 4  |
| 5                 | Sarah Abitbol / Stéphane Bernadis         | França         | 7.5    | 5  | 5  |
| 6                 | Jodeyne Higgins / Sean Rice               | Canadá         | 9.5    | 7  | 6  |
| 7                 | Michelle Menzies / Jean-Michel Bombardier | Canadá         | 11.0   | 8  | 7  |
| 8                 | Lesley Rogers / Michael Aldred            | Reino Unido    | 12.5   | 9  | 8  |
| WD                | Peggy Schwarz / Mirko Müller              | Alemanha       | —      | 6  | WD |

### Dança no gelo
| Pos.              | Nome                                    | Nacionalidade  | Pontos | DC | DO | DL |
| ----------------- | --------------------------------------- | -------------- | ------ | -- | -- | -- |
| Medalha de ouro   | Shae-Lynn Bourne / Victor Kraatz        | Canadá         | 2.0    | 1  | 1  | 1  |
| Medalha de prata  | Marina Anissina / Gwendal Peizerat      | França         | 4.0    | 2  | 2  | 2  |
| Medalha de bronze | Barbara Fusar-Poli / Maurizio Margaglio | Itália         | 6.6    | 3  | 4  | 3  |
| 4                 | Margarita Drobiazko / Povilas Vanagas   | Lituânia       | 7.4    | 4  | 3  | 4  |
| 5                 | Sylwia Nowak / Sebastian Kolasiński     | Polônia        | 10.0   | 5  | 5  | 5  |
| 6                 | Anna Semenovich / Vladimir Fedorov      | Rússia         | 12.0   | 6  | 6  | 6  |
| 7                 | Eve Chalom / Mathew Gates               | Estados Unidos | 14.0   | 7  | 7  | 7  |
| 8                 | Chantal Lefebvre / Michel Brunet        | Canadá         | 17.0   | 9  | 9  | 8  |
| 9                 | Marika Humphreys / Philip Askew         | Reino Unido    | 17.0   | 8  | 8  | 9  |
| 10                | Kaho Koinuma / Tigran Arakelian         | Armênia        | 20.0   | 10 | 10 | 10 |

## Quadro de medalhas
| Ordem | País           | Medalha de ouro | Medalha de prata | Medalha de bronze |    | Ordem por total |
| ----- | -------------- | --------------- | ---------------- | ----------------- | -- | --------------- |
| 1     | Canadá         | 2               |                  |                   | 2  | 3               |
| 2     | Rússia         | 1               | 2                |                   | 3  | 1               |
| 3     | Alemanha       | 1               |                  |                   | 1  | 4               |
| 4     | Estados Unidos |                 | 1                | 2                 | 3  | 1               |
| 5     | França         |                 | 1                |                   | 1  | 4               |
| 6     | Itália         |                 |                  | 1                 | 1  | 4               |
| 6     | Suíça          |                 |                  | 1                 | 1  | 4               |
| TOTAL | TOTAL          | 4               | 4                | 4                 | 12 | —               |